# Parafia Matki Bożej Różańcowej w Baltimore
Parafia Matki Bożej Różańcowej w Baltimore (ang. Holy Rosary Parish) – parafia rzymskokatolicka położona w Baltimore w stanie Maryland w Stanach Zjednoczonych.
Jest ona wieloetniczną parafią w archidiecezji Baltimore, z mszą św. w j. polskim dla polskich imigrantów.
Parafia została poświęcona Matce Bożej Różańcowej.

## Historia
W 1887 roku, Kardynał Gibbons mianował ks. Piotra Chowańca proboszczem, nowo powołanej parafii. Na przełomie 1887-1982, powstaje szkoła oraz konwent dla Sióstr Felicjanek, odpowiedzialnych za prowadzenie szkoły parafialnej. Zakupiony również został grunt pod cmentarz parafialny.
W latach 1914–1918, wyjechało z parafii 1200 ochotników do walki o wolność Polski (Armia Hallera).
W 1927 Arcybiskup Curley poświęcił kamień węgielny pod nowy kościół na ulicy Chester, a w 1928 nastąpiła konsekracja nowego kościoła.
W 1971, Towarzystwo Chrystusowe dla Polonii Zagranicznej przejęło nadzór klerycki nad parafią.

## Duszpasterze
- ks. Piotr Chowaniec (1887-1892)
- ks. Mieczysław Barabasz (1982-1914)
- ks. Stanisław Wachowiak (1914-1968)
- ks. Czesław Mieczkowski (1968-1991)
- ks. Ronald Pytel, TChr. (1991 - 2003)
- ks. Richard Philiposki, TChr. (2003 - 2006)
- ks. Jan Michalski TChr. (2006 - 2008)
- ks. Zdzisław Nawrocki TChr. (2008 - 2011)
- ks. Andrzej Totzke TChr. (2011 - 2015)
- ks. Ryszard Czerniak TChr. (2015 - )

## Grupy parafialne
- Holy Name Society
- Parish Pastoral Council
- Finance Committee
- Knights of the Altar (altar boy servers)
- Development Committee
- St. Cecelia Choir
- John Paul II Generation Youth
- Friends of Polish School

## Cmentarz parafialny
7300 German Hill Road, Baltimore, Maryland 21222

## Sanktuarium
- Archidiecezjalne Sanktuarium Bożego Miłosierdzia

## Szkoły
- Polska szkoła parafialna im. Kardynała Augusta Hlonda